# غونتر هوبر
غونتر هوبر (بالإيطالية: Günther Huber)‏ هو متزلج جماعي إيطالي، ولد في 28 أكتوبر 1965 في برونيك في إيطاليا.

## وصلات خارجية
- غونتر هوبر على موقع اللجنة الأولمبية الدولية (الإنجليزية)
- غونتر هوبر على موقع أوليمبيديا (الإنجليزية)
- غونتر هوبر على موقع اللجنة الأولمبية الإيطالية (الإيطالية)